# Вишневецьке князівство
Вишневецьке князівство — удільне васальне князівство у Великому князівстві Литовському (від 1569 — Речі Посполитій). Включало землі Південної Волині Центром було місто Вишневець. Спочатку правителями були магнати Вишневецькі, згодом Мнішеки.

## Історія
Виникло на вотчинних землях князів Збразьких. 1482 році Михайло Вишневецький-Збаразький робить Вишневець своєю резиденцією. З 1490 році в результаті поділу Збаразької спадщини утворюється окреме Вишневецьке князівство
Вишневецьке князівство мало статус княжої волості. Державна адміністрація не втручалася у його внутрішні справи; князі Вишневецькі беззастережно, але на основі загальнодержавних правових актів здійснювали управління, збирали податки та чинили суд. Вони зобов'язані були надавати військову допомогу своєму патронові й не мали самостійних зовнішніх зносин. Перебувало у складі Волинського воєводства.
Вишневецьке князівство стало основою володінь роду Вишневецьких у Великому князівстві Литовському, згодом Речі Посполитої, що поширилися на Поділля Лівобережжя, Західну Волинь. 1621 року приєднано Збаразьке князівство, тим відновлено єдність старовинних володінь.
У 1-й пол. XVI ст. відігравало важливу роль в якості одного з центрів захисту від нападів кримськотатарської та ногайської орд на українські землі. Найбільшого піднесення набуло за часів Яреми Вишневецького.
У XVIII ст. Вишневецьке князівство остаточно перетворилося на велике землеволодіння, лише формально зберігаючи свій статус. У 1746 році влада в князівстві перейшла до роду Мнішеків. Після Другого розділу Речі Посполитої увійшло до складу Російської імперії, рішенням імператриці Катерини II ліквідовано.

## Економіка
Основною статтею доходів була торгівля, ремісництва, землеробство. Через Вишневець проходив один з важливих торговельних шляхів — південний. З Острога він йшов на Сураж, Шумськ, Кременець, Вишневець, Зборів та Тернопіль у межах Руського воєводства, а далі — на Кам'янець-Подільський. Як і в інших містах, у Вишневці була митниця.
Одним з головних продуктів торгівлі, зокрема, експорту була не тільки сільськогосподарська продукція з фільварків, а і зростаюча кількість деревини та її продуктів. Серед них найважливішим був поташ, який використовувався у виробництві тканини, скла і мила.
В князівстві діяли ремісничі організації сідельників, різників, шевців, гончарів, пекарів, коморників, вугільників.